# یواس‌اس کلارک (دی‌دی-۳۶۱)
یواس‌اس کلارک (دی‌دی-۳۶۱) (به انگلیسی: USS Clark (DD-361)) یک کشتی بود که طول آن ۳۸۱ فوت (۱۱۶ متر) بود. این کشتی در سال ۱۹۳۵ ساخته شد.